# Брест-Литовски мирен договор
Брест-Литовският мирен договор от 3 март 1918 г. между Четворния съюз (Германия, Австро-Унгария, България и Османската империя) от една страна, и Русия, от друга страна, слага край на руското участие в Първата световна война.
Претърпяла поражение, скоро след Октомврийската революция Русия е принудена да сключи мир с цената на значителни териториални, демографски и стопански загуби. В резултат на Бресткия мир, Полша, прибалтийските страни и Финландия са трайно, а Украйна, Беларус и Кавказ – временно, откъснати от Русия и преминават за няколко месеца в германската сфера на влияние. Въпреки победата си на Източния фронт, Централните сили не успяват да се наложат над Антантата и войната завършва с тяхно поражение през ноември същата година, след което Брест-Литовският договор е анулиран. Благодарение на мира с Германия и съюзниците ѝ болшевишкото правителство начело с Ленин се задържа на власт и по-късно успява да се наложи в гражданската война над монархистите и националистите.

## Предистория

### Фронтовете през 1917 г.
През 1917 г. в Северна Франция и Фландрия се водят кръвопролитни сражения (при Ипър, Камбре), които не водят до съществени успехи за атакуващите съглашенски сили. През април в резултат на неограничената подводна война, предприета от Германия, САЩ влизат във войната на страната на Антантата. За пълното мобилизиране на американските ресурси и изпращане на войски през Атлантика обаче е необходимо време. Затова равновесието на Западния фронт не се променя. Италианската армия търпи тежко поражение в битката при Капорето (Кобарид, днес в Словения), но австро-унгарското настъпление е спряно с помощта на френски и британски подкрепления. На Солунския фронт българските, германските и австро-унгарските сили продължават позиционната война срещу съглашенците. Съглашенските сили постигат големи успехи срещу войските на Османската империя в Близкия изток, завземайки Ерусалим и Багдад. Централните сили отвръщат с успехи на Източния фронт.

### Състояние на воюващите страни
Военно-политическото положение на Русия се влошава след Февруарската революция. Въпреки политическата нестабилност временното правителство начело с Александър Керенски остава вярно на ангажимента към западните съюзници и през лятото на 1917 г. нарежда голяма офанзива срещу Централните сили. Настъплението завършва с разгром на руските войски и засилва процеса на дезинтеграция на армията и политическата система в Русия. На 7 – 8 ноември (25 – 26 октомври по стар стил) властта в Петроград е завзета от болшевиките начело с Владимир Ленин. На 8 ноември Вторият общоруски конгрес на съветите приема т. нар. „Декрет за мир“, с който призовава за примирие между всички воюващи страни.
В Германия също се засилват признаците за изтощение. През юли 1917 г. мнозинството в Райхстага гласува резолюция за мир без териториални и материални облаги. Вследствие на недохранването и изтощението социалното напрежение ескалира през януари 1918 г., когато стотици хиляди работници в Берлин и други градове демонстрират с редица искания, едно от които е мир без анексии.

## Брест-Литовска конференция

### Примирие и начало на преговорите
Тъй като западните съюзници не откликват на „Декрета за мир“, революционното руско правителство е принудено да поведе сепаративни преговори с Германия. На 15 декември (2 декември по стар стил) 1917 г. е сключено примирие. Седмица по-късно в град Брест-Литовск (днес Брест, в Беларус) започват преговорите за мирно уреждане на конфликта. От германска страна те се водят от държавния секретар на външните работи Рихард фон Кюлман и командващия войските на Източния фронт генерал Макс Хофман. Австро-Унгария е представена от външния министър Отокар Чернин, Турция – от посланика си в Берлин Хаки паша. Българската делегация е ръководена от министъра на правосъдието Христо Попов, а на по-късен етап преговорите са поети от пълномощния министър във Виена Андрей Тошев. Първоначално начело на руските делегати е Адолф Йофе. По-късно ръководството им е поето от народния комисар за външните работи Лев Троцки.
В началото на преговорите руската делегация отправя искане за мир без териториални анексии и репарации, и за самоопределение на народите в окупираните земи. Четиримата съюзници отговарят, че ще приемат това условие, ако то бъде възприето от всички воюващи страни. Преговорите са прекъснати на 28 декември под претекст да се даде възможност на Антантата и САЩ да отговорят на призива. Руското предложение за двустранно изтегляне на войските от заеманите чужди територии (германски и австроунгарски войски от Русия и руски войски от Източна Турция) остава неизпълнено.

### Линията „Хофман“ и договор с Украйна
Конференцията е подновена на 9 януари 1918 г. Въпреки че ден по-рано САЩ излизат със собствена мирна програма (14-те точки на президента Удроу Уилсън), Антантата не приема болшевишките призиви. Това дава повод на германската страна да отхвърли руските искания и (на 18 януари) да представи собствени искания. Русия е приканена да се откаже от земите на запад от линията „Хофман“, която обхваща Полша, Литва, части от Беларус, Естония и Латвия. На 9 февруари Германия и съюзниците ѝ сключват сепаративен мирен договор с украинското националистическо правителство в Киев (Централната рада). С договора Радата е призната за легитимно представителство на Украйна за сметка на съветския режим, установил се в Харков. В замяна на това украинските националисти обещават на Централните сили зърно и суровини.

### Ново германско настъпление
Ден след украинския договор Троцки прекратява преговорите и напуска Брест-Литовск като обявява, че Съветска Русия отказва да подпише налагания ѝ мир с анексии, но прекратява състоянието на война с Четворния съюз (10 февруари). В отговор на това на 18 февруари германските войски преминават в масирано настъпление в южно (към Киев) и северно (към Петроград) направление. Австро-унгарските и българските войски не участват в офанзивата. Поради дезинтеграцията на руската армия германските войски овладяват големи територии, достигайки Киев на 1 март. Срещу мирния договор с Германия се обявяват „левите комунисти“ в РСДРП (б), които настояват за продължаване на борбата до избухване на световната пролетарска революция. Въпреки това Ленин успява да наложи визията си и на 3 март болшевишка делегация подписва мирен договор с Четворния съюз.

## Условия на договора и последици
Мирният договор е подписан в пет варианта с малки нюанси, за да отговаря на претенциите на всеки от участниците в Четворния съюз. Условията му са по-тежки в сравнение с първоначалното германско предложение. Съветска Русия губи полските земи, Финландия, Литва, Латвия, Естония, Украйна, части от Беларус, а също така и областите югоизточно от Кавказ – Карс, Ардахан и Батуми, които са върнати на Турция четиридесет години след като са ѝ отнети с Берлинския договор. Загубени са общо площи от 1 милион км2, а заедно с тях около ⅓ от населението (над 60 милиона души), 80 – 90 % от въгледобива, 73 – 80 % от находищата на желязна руда, хиляди заводи и ⅓ от обработваемите земи. Специални анекси гарантират германските икономически интереси в Русия. Договорът постановява пълна демобилизация на руските въоръжени сили и връщане на флота в пристанищата (член 5). Преди това Съветска Русия трябва да изведе войските си от Финландия, Аландските острови, югоизточната част на Прибалтика и Украйна, да сключи мир с Украинската народна република и да признае договора ѝ с Четворния съюз (член 6). С финансово съглашение през август болшевишкото правителство се задължава да плати на Германия 6 милиарда златни марки. Останала без руска подкрепа, Румъния също е принудена да сключи мир на 7 май в Букурещ.
Брест-Литовският договор не води до прекратяване на военните действия на териториите на бившата Руска империя. Германия се намесва в гражданските войни във Финландия и Украйна. През пролетта и лятото на 1918 г. германските войски завземат Харков и Крим, проникват в Донбас, Грузия и Азербайджан, стимулирайки кавказките народи да се отцепят от Русия. До края на войната Германия е принудена да държи на изток десетки дивизии, вместо да ги изпрати на Западния фронт. Надеждите, че завземането на Украйна ще доведе до решаване на продоволствената криза, не се оправдават. През есента в бойните действия в Северна Франция настъпва обрат и германската армия е принудена да отстъпи под натиска на американските, британските и френските войски. С поражението си на Западния фронт Германия губи господството си в Централна и Източна Европа. На 13 ноември 1918 г. – два дни след Компиенското примирие – Съветска Русия анулира формално Брест-Литовския договор.

### Текст на договора
- ((en)) The Peace Treaty of Brest-Litovsk Архив на оригинала от 2008-04-30 в Wayback Machine., The Avalon Project at Yale Law School (23.2.2008)
- ((de)) Friedensvertrag von Brest-Litowsk, Lebendiges virtuelles Museum Online (Deutsches Historisches Museum, 23.2.2008)
- ((ru)) Брестский мир, от Хронос, със съкращения (23.2.2008)
- ((de)) Факсимиле, от 1000dokumente.de

### Цитирани изследвания и справочници
- Марков, Георги. Голямата война и Българската стража между Средна Европа и Ориента 1916 – 1919 г. Акад. изд. „Проф. Марин Дринов“, София 2006, ISBN 954-322-072-7
- Николов, Румен. Първата световна война. 1917: Революционната година, във: Военноисторически сборник (ВИСб), 2006, кн. 1 – 2 Архив на оригинала от 2009-02-05 в Wayback Machine., стр. 28 – 33 (24.2.2008)
- Спиридонов, Валентин. Възход и падение. История на Германия (1914 – 1945), Велико Търново 2004, ISBN 954960799 – 2
- Большая советская энциклопедия, ст. Брестский мир (23.2.2008)
- Системная история международных отношений, Том 1: События 1918 – 1945, Глава 1: Международные отношения на завершающем этапе боевых действий (23.2.2008)
- Уткин, А. Н. Первая мировая война, Москва 2001, ISBN 5-9265-0039-7 (23.2.2008)
- Feldman, Gerald. Army, Industry and Labor in Germany 1914 – 1918, Providence/Oxford 1992
- Matthews, W. C. The Economic Origins of the Noskepolitik, in: Central European History, 1994 (1), pp. 65 – 86